# Trachys troglodytes
Trachys troglodytes är en skalbaggsart som beskrevs av Leonard Gyllenhaal 1817. Trachys troglodytes ingår i släktet Trachys, och familjen praktbaggar. Enligt den svenska rödlistan är arten nära hotad i Sverige. Arten förekommer i Götaland och Gotland. Arten har tidigare förekommit i Svealand men är numera lokalt utdöd. Artens livsmiljö är jordbrukslandskap, våtmarker.

## Bildgalleri

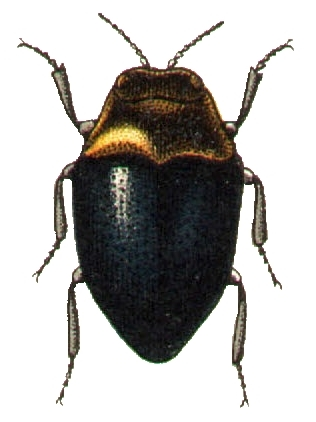